# Light in the Piazza
Light in the Piazza (bra: Luz na Praça) é um filme estadunidense de 1962, do gênero comédia romântica dramática, dirigido por Guy Green, e estrelado por Olivia de Havilland, Rossano Brazzi, Yvette Mimieux, George Hamilton e Barry Sullivan. O roteiro de Julius  J. Epstein foi baseado no romance homônimo de 1960, de Elizabeth Spencer.
A trama retrata a história de uma bela jovem estadunidense que possui uma deficiência mental e viaja pela Itália com sua mãe e o italiano que conheceram lá.

## Sinopse
Clara (Yvette Mimieux) sofreu um acidente quando menina e agora, aos 26 anos, possui a mentalidade de uma criança de 10 anos. No verão de 1953, ao visitar Roma e Florença, a mulher apaixona-se por Fabrizio Naccarelli (George Hamilton). Acreditando tratar-se apenas de uma jovem ingênua, Fabrizio também se enamora por Clara, sem chegar a perceber seu problema. Meg Johnson (Olivia de Havilland), mãe de Clara, temendo a infelicidade da filha, tenta afastá-los.

## Elenco
- Olivia de Havilland como Meg Johnson
- Rossano Brazzi como Signor Naccarelli
- Yvette Mimieux como Clara Johnson
- George Hamilton como Fabrizio Naccarelli
- Barry Sullivan como Noel Johnson
- Isabel Dean como Srta. Hawtree
- Nancy Nevinson como Signora Naccarelli
- Moultrie Kelsall como Ministro

## Produção
A história foi publicada pela primeira vez como um romance no The New Yorker em junho de 1960. A MGM comprou os direitos de exibição em agosto e os cedeu ao produtor Arthur Freed, enquanto uma nova versão da história foi publicada no final daquele ano. Julius J. Epstein escreveu o roteiro. Guy Green foi escalado como diretor após seu trabalho em "The Angry Silence" (1960).

### Escolha de elenco
Dolores Hart foi uma das atrizes que fizeram o teste para o papel de Clara; os produtores selecionaram Yvette Mimieux.
George Hamilton fez uma campanha ativa para o papel do noivo italiano, embora Tomás Milián tivesse sido originalmente escalado para interpretar o personagem. Eventualmente, Hamilton conseguiu o papel, em parte persuadindo Ben Thau de que ele era mais adequado. Guy Green confirmou que Hamilton pressionou a produção pelo papel e trabalhou muito para consegui-lo.

### Filmagens
As filmagens começaram em 7 de maio de 1961. O filme foi gravado em locações externas em Roma e em Florença, assim como em locações internas nos estúdios britânicos da MGM em Borehamwood, perto de Londres, na Inglaterra.
Locações italianas incluíram:
- Piazza della Signoria, em Florença, onde a estátua David de Michelangelo estava localizada
- Galleria degli Uffizi, em Florença
- Via Veneto, em Roma, que teve seu famoso tráfego motorizado desviado por três dias para as filmagens
- Roma Ostiense, em Roma[11]

## Recepção

### Bilheteria
De acordo com os registros da Metro-Goldwyn-Mayer, o filme arrecadou US$ 1.200.000 nacionalmente e US$ 1.000.000 no exterior, totalizando US$ 2.200.000 mundialmente. A produção fez o estúdio perder dinheiro, com um prejuízo de US$ 472.000.